# José Trinidad Fernández Angulo
José Trinidad Fernández Angulo (ur. 24 maja 1964 w Méridzie) – wenezuelski duchowny katolicki, biskup pomocniczy Caracas w latach 2014-2021, biskup diecezjalny Trujillo od 2021.

## Życiorys
30 lipca 1989 otrzymał święcenia kapłańskie i został inkardynowany do archidiecezji Mérida. Pracował przede wszystkim w seminariach w Méridzie i w Caracas. W 2009 został rektorem stołecznego seminarium.
17 kwietnia 2014 papież Franciszek mianował go biskupem pomocniczym archidiecezji Caracas, ze stolicą tytularną Pumentum. Sakry biskupiej udzielił mu 6 lipca 2014 kardynał Jorge Liberato Urosa Savino. 15 ilpca 2021 papież Franciszek mianował go biskupem diecezjalnym Trujillo.